# Ekaterina Tkachenko
Pour les articles homonymes, voir Tkachenko.
Ekaterina Igorevna Tkachenko (en russe : Екатерина Игоревна Ткаченко) est une skieuse alpine russe, née le 5 mars 1995 à Harare, au Zimbabwe.

## Biographie
Tkachenko commence la compétition internationale lors de la saison 2010-2011.
En 2012, elle participe aux Jeux olympiques de la jeunesse à Innsbruck, remportant une médaille de bronze au slalom.
En novembre 2016, elle fait ses débuts en Coupe du monde à Levi, avant de marquer ses premiers points le janvier suivant à Flachau. Elle est sélectionnée pour les Championnats du monde 2019, où elle est 29e du slalom.
Elle prend part aussi aux Jeux olympiques d'hiver de 2018, à Pyeongchang, où elle est 32e du slalom.
Elle remporte deux médailles d'or à l'Universiade d'hiver de 2019 en slalom et slalom géant.
En octobre 2020, elle se place pour la première fois dans les vingt premières dans la Coupe du monde, avec une 18e au slalom géant de Sölden.

## Palmarès

### Jeux olympiques
| Édition / Épreuve   | Slalom |
| ------------------- | ------ |
| JO 2018 Pyeongchang | 32e    |

### Championnats du monde
| Épreuve / Édition | Saint-Moritz 2017 | Åre 2019 |
| ----------------- | ----------------- | -------- |
| Slalom géant      |                   | 35e      |
| Slalom            | 29e               | 26e      |

### Coupe du monde
- Meilleur classement général : 113e en 2020.
- Meilleur résultat : 18e.

#### Classements détaillés
| Année/Classement | Général | Général | Descente | Descente | Slalom | Slalom | Slalom géant | Slalom géant | Super G | Super G | Combiné | Combiné | Parallèle | Parallèle |
| Année/Classement | Class.  | Points  | Class.   | Points   | Class. | Points | Class.       | Points       | Class.  | Points  | Class.  | Points  | Class.    | Points    |
| ---------------- | ------- | ------- | -------- | -------- | ------ | ------ | ------------ | ------------ | ------- | ------- | ------- | ------- | --------- | --------- |
| 2017             | 130e    | 3       | -        | -        | 57e    | 3      | -            | -            | -       | -       | -       | -       | -         | -         |
| 2020             | 113e    | 7       | -        | -        | -51e   | 1      | -            | -            | -       | -       | -       | -       | 39e       | 6         |

### Universiades
- Krasnoyarsk 2019 :
  -  Médaille d'or en slalom.
  -  Médaille d'or en slalom géant.
  -  Médaille d'argent à l'épreuve par équipes.

### Jeux olympiques de la jeunesse
- Innsbruck 2012 : 
  -  Médaille de bronze au slalom.

### Championnats de Russie
- Vainqueur du slalom géant en 2015 et 2019.
- Vainqueur du slalom en 2015, 2017 et 2019.